# Jeorjos Tsakonas
Jeorjos Tsakonas, gr. Γεώργιος Τσάκωνας (ur. 22 stycznia 1988) – grecki lekkoatleta specjalizujący się w skoku w dal.
W 2005 zajął 6. miejsce podczas mistrzostw świata juniorów młodszych w Marrakeszu. Szósty zawodnik juniorskich mistrzostw Europy w Hengelo (2007). Złoty medalista mistrzostw krajów bałkańskich (2011). Rok później zdobył srebro na halowym czempionacie Bałkanów w Stambule. W 2013 został wicemistrzem igrzysk śródziemnomorskich w Mersin. Złoty medalista mistrzostw Grecji.
Na początku kariery uprawiał także trójskok.
Rekordy życiowe: stadion – 8,25 (25 lipca 2012, Teby); hala – 8,15 (16 lutego 2013, Pireus).

## Osiągnięcia
| Rok  | Impreza                               | Miejsce   | Lokata            | Wynik |
| ---- | ------------------------------------- | --------- | ----------------- | ----- |
| 2005 | Mistrzostwa świata juniorów młodszych | Marrakesz | 6. miejsce        | 7,33  |
| 2007 | Mistrzostwa Europy juniorów           | Hengelo   | 6. miejsce        | 7,53  |
| 2011 | Halowe mistrzostwa Europy             | Paryż     | el. – 24. miejsce | 7,35  |
| 2011 | Mistrzostwa krajów bałkańskich        | Sliwen    | 1. miejsce        | 7,86  |
| 2012 | Halowe mistrzostwa krajów bałkańskich | Stambuł   | 2. miejsce        | 7,88  |
| 2012 | Mistrzostwa Europy                    | Helsinki  | el. – 25. miejsce | 7,64w |
| 2013 | Halowe mistrzostwa Europy             | Göteborg  | el. – 11. miejsce | 7,79  |
| 2013 | Igrzyska śródziemnomorskie            | Mersin    | 2. miejsce        | 7,97  |
| 2014 | Mistrzostwa Europy                    | Zurych    | el. – 19. miejsce | 7,64  |
| 2016 | Mistrzostwa Europy                    | Amsterdam | el. – 23. miejsce | 7,45  |